# Sunifiram
Sunifiram ist eine chemische Verbindung aus der pharmakologischen Gruppe der Nootropika. Sie wurde ausgehend vom Piracetam entwickelt, wobei jedoch zur Gruppe der Racetame Abweichungen in der chemischen Struktur bestehen. Als Nootropikum soll Sunifiram kognitive Funktionen verbessern. Im Tierversuch wurde nach Sunifiramgabe eine Verbesserung des kognitiven Verhalten bei Riechkolben-ektomierten Mäusen (OBX) festgestellt. Bei OBX-Mäusen ist die cholinerge Aktivität im Hippocampus reduziert. Eine Herunterregulierung des cholinergen Systems im Gehirn wird auch bei der menschlichen Alzheimer-Krankheit gesehen.
Sunifiram soll die Aufmerksamkeit und Konzentration steigern, indem es auf die AMPA-Glutamatrezeptoren im Gehirn abzielt und zählt zu den  Ampakinen. Sunifiram ist ein experimenteller Wirkstoff, seine Wirksamkeit und Sicherheit sind noch nicht ausreichend erforscht.
Sunifiram hat einen n-Octanol-Wasser-Verteilungskoeffizienten von {\displaystyle \log P_{ow}=1,45}.